# La Tropicale Amissa Bongo 2011
Die 6. Tropicale Amissa Bongo war ein gabunisches Radsport-Etappenrennen, das vom 25. bis zum 30. Januar 2011 stattfand. Es wurde in sechs Etappen über eine Gesamtdistanz von 764 Kilometern ausgetragen. Das Rennen war Teil der UCI Africa Tour 2011 und dort in die Kategorie 2.1 eingestuft.
Der Franzose Anthony Charteau vom Team Europcar konnte seinen Vorjahressieg wiederholen und setzte sich mit nur vier Sekunden Vorsprung vor dem belgischen Profi Andy Cappelle (Quickstep Cycling Team) durch. Bester Afrikaner wurde als Dritter der Gesamtwertung der Marokkaner Adil Jelloul.

## Teilnehmer
Mit dem Team Europcar, FDJ und dem ProTeam Quickstep nahmen wie schon in den Vorjahren drei der größten Radsportteams der Welt an der Rundfahrt teil. Zudem starteten auch die kleinen Teams MTN Qhubeka und Chipotle Development Team aus Südafrika beziehungsweise den USA. Ferner wurden neun afrikanische Nationalteams – darunter zwei aus Gabun – und eine Auswahl des UCI-Kontinental-Zentrums Afrika eingeladen.
| UCI ProTeams Quickstep Cycling Team                         |                              |                     |
| UCI Professional Continental Teams Team Europcar FDJ        |                              |                     |
| UCI Continental Teams MTN Qhubeka Chipotle Development Team |                              |                     |
| Nationalmannschaften Gabun 1 Marokko Eritrea                | Kamerun Gabun 2 Burkina Faso | Ruanda Kenia Libyen |
| Sonstige 0UCI-Kontinental-Zentrum Afrika (Mixed Team)       |                              |                     |

## Etappen und Rennverlauf
Die erste Etappe der Rundfahrt war ein nur 96 Kilometer langes Teilstück im Norden Gabuns. Eine fünfköpfige Spitzengruppe machte schließlich den Sieg unter sich aus, wobei sich Tagessieger Geoffrey Soupe (FDJ) zusammen mit Titelverteidiger Anthony Charteau leicht absetzte. Am zweiten Tage führte die Strecke weiter nach Norden hinein nach Kamerun. Im Massensprint setzte sich Team-Europcar-Profi Yohann Gène durch. Der dritte Tagesabschnitt fand wieder in Gabun statt. Eine elf Mann starke Ausreißergruppe machte den Sieg auf einem Rundkurs unter sich aus, wobei Nacer Bouhanni von FDJ seinen ersten Profisieg feiern konnte.
Eine Spitzengruppe aus sechs Fahrern machte die vierte Etappe, die nach einem Transfer im Südwesten Gabuns stattfand, und schließlich auch die Gesamtwertung unter sich aus, da das Hauptfeld über fünfeinhalb Minuten zurücklag. Daniel Teklehaymanot aus Eritrea sorgte für den ersten afrikanischen Tagessieg, nachdem er sich mit dem Südafrikaner Reinhardt Janse Van Rensburg abgesetzt hatte. Ebenfalls vorne dabei waren Anthony Charteau, der das Gelbe Trikot von Geoffrey Soupe übernahm und bis zum Ende nicht mehr abgab, und mit Andy Cappelle und Adil Jelloul das komplette Abschluss-Podium des Rennens. Mit 149 Kilometern bildete der fünfte Tagesabschnitt die längste Etappe der Tropicale Amissa Bongo. Erneut war es Yohann Gène, der sich im Massensprint durchsetzte. Die letzte Etappe endete dann mit einem Rundkurs in der Hauptstadt Libreville. Den Sieg holte sich Natnael Berhane aus Eritrea aus einer vierköpfigen Spitzengruppe heraus. Dank seine fünften Ranges im Sprint des Feldes gewann Nacer Bouhanni die Punktewertung, während Anthony Charteau seinen Vorjahressieg in der Gesamtwertung bestätigte. Mit Europcar, FDJ und der Auswahl aus Eritrea machten drei Mannschaften alle Etappen unter sich aus.
| Etappe | Tag        | Start – Ziel        | km  | Etappensieger        | Gesamtwertung    |
| ------ | ---------- | ------------------- | --- | -------------------- | ---------------- |
| 1.     | 25. Januar | Oyem > Bitam        | 96  | Geoffrey Soupe       | Geoffrey Soupe   |
| 2.     | 26. Januar | Bitam > Ebolowa     | 147 | Yohann Gène          | Geoffrey Soupe   |
| 3.     | 27. Januar | Bibasse > Oyem      | 109 | Nacer Bouhanni       | Geoffrey Soupe   |
| 4.     | 28. Januar | Ndjolé > Lambaréné  | 133 | Daniel Teklehaymanot | Anthony Charteau |
| 5.     | 29. Januar | Lambaréné > Kango   | 149 | Yohann Gène          | Anthony Charteau |
| 6.     | 30. Januar | Owendo > Libreville | 130 | Natnael Berhane      | Anthony Charteau |